# Пасуруан
Пасуруан (индон. Pasuruan) — портовый город в Индонезии, расположенный на территории провинции Восточная Ява. Территория города выделена в самостоятельную административную единицу — муниципалитет.

## Географическое положение
Город находится на севере центральной части провинции, в восточной части острова Ява, на берегу Мадурского пролива. Абсолютная высота — 1 метр над уровнем моря.

Пасуруан расположен на расстоянии приблизительно 30 километров к юго-юго-востоку (SSE) от Сурабаи, административного центра провинции.

## Административное деление
Территория муниципалитета административно подразделяется на 4 района (kecamatan). Общая площадь — 36,58 км².

## Население
По данным официальной переписи 2010 года численность населения Пасуруана составляла 186 262 человек.
Динамика численности населения города по годам:
| 1990    | 2000    | 2010    |
| ------- | ------- | ------- |
| 133 685 | 162 521 | 186 262 |

## Экономика
В городе базируется ряд предприятий, специализирующихся на кожевенном производстве, табачная фабрика, а также механические и железнодорожные мастерские. Основными продуктами городского экспорта являются сахар, каучук, кофе и рыба. До 2016 года, в городе существовал завод японской компании Panasonic, который был продан китайской компании Skyworth.

## Транспорт
Транспортное сообщение Пасуруана с другими городами острова осуществляется посредством железнодорожного и автомобильного транспорта. Ближайший аэропорт — международный аэропорт имени Джуанды.